# Kuchary (Gosławice)
Kuchary – część wsi Gosławice w Polsce, położona w województwie łódzkim, w powiecie radomszczańskim, w gminie Kodrąb.
W latach 1975–1998 Kuchary administracyjnie należały do województwa piotrkowskiego.